# Cahya Maju
Cahya Maju is een bestuurslaag in het regentschap Ogan Komering Ilir van de provincie Zuid-Sumatra, Indonesië. Cahya Maju telt 3759 inwoners (volkstelling 2010).